# 鎌田とし子
鎌田 とし子（かまた としこ、1929年12月20日 - ）は、日本の社会学者。博士（社会福祉学）（東洋大学・2000年）。東京女子大学名誉教授。旭川大学教授。

## 略歴
1957年北海道大学教育学部生活教育学科卒業。1959年同文学部社会学科卒業、北海道立保育専門学院講師。
1968年東京女子大学文理学部講師、1970年助教授、1976年教授。1998年定年、名誉教授、関東学院大学教授。2000年アルファ福祉専門学校校長。2008年旭川大学教授。2000年「貧困階層の研究」で東洋大学より博士（社会福祉学）の学位を取得。2010年瑞宝小綬章受勲。夫は鎌田哲宏（1940－　静岡大学名誉教授）。ゼミの教え子に荒木田百合横浜市副市長など。

## 著書
- 『「貧困」の社会学 労働者階級の状態』御茶の水書房 2011
- 『「女性史」を生きた社会学研究者の生涯 : 血さわぎ心躍る日々』文藝春秋企画出版部 2024

### 共編著
- 『日本社会の社会学的分析』 布施鉄治, 岩城完之と共編 アカデミア出版会 1982
- 『転機に立つ女性労働 男性との関係を問う』編著 学文社 1987
- 『社会諸階層と現代家族 重化学工業都市における労働者階級の状態1』鎌田哲宏共著 御茶の水書房 1989
- 『老後生活の共同を考える』佐々木明子共著 青木書店 1990
- 『日鋼室蘭争議三〇年後の証言 重化学工業都市における労働者階級の状態2』鎌田哲宏共著 御茶の水書房 1993
- 『男女共生社会のワークシェアリング 労働と生活の社会学』サイエンス社 女性社会学者による新社会学叢書 1995
- 『社会学 全訂新版』古屋野正伍,山手茂共著 学陽書房 現代大学双書 1998
- 『講座社会学 ジェンダー』矢澤澄子,木本喜美子共編 東京大学出版会 1999
- 『貧困と家族崩壊 「ひとり暮らし裁判」の原告たち』編著 ミネルヴァ書房 Minerva社会福祉叢書 1999